# Корсаков, Лонгин Фёдорович
Лонгин Фёдорович Корсаков (?—1872) — российский военачальник, генерал-майор Русской императорской армии.

## Биография
В 1842 году Лонгин Корсаков был из Дворянского полка произведён в прапорщики в 5-й саперный батальон Русской императорской армии. 
В период с 1844 по 1850 год он принимал непосредственное участие в нескольких экспедициях на Кавказе. В 1855 году, во время Крымской войны, Корсаков активно занимался постройкой береговых батарей в Одессе и вел обширные работы по укреплению Николаева. 
В 1859 году он был произведён был в подполковники, а в 1860 году назначен командиром 6-го саперного батальона, с которым в 1863 году участвовал в подавлении польского восстания.
В 1870 году Корсаков был произведён в генерал-майоры и назначен командиром 3-й сапёрной бригады. 
Скончался скоропостижно 18 (30) июля 1872 года, в лагере под Киевом, во время маневров армии: проигнорировав требования лечащего врача и, после тяжелой болезни, явившейся следствием опасной травмы, скрыв опасные остаточные симптомы болезни, лично руководил на маневрах вверенной ему частью, что и повлекло рецидив.